# Lijst van voetbalinterlands Uruguay - Venezuela
Deze lijst van voetbalinterlands is een overzicht van alle officiële voetbalwedstrijden tussen de nationale teams van Uruguay en Venezuela. De Zuid-Amerikaanse landen speelden tot op heden 35 keer tegen elkaar. Het eerste duel, een kwalificatiewedstrijd voor het Wereldkampioenschap voetbal 1966, werd gespeeld in Montevideo op 23 mei 1965. De laatste ontmoeting, een kwalificatiewedstrijd voor het Wereldkampioenschap voetbal 2026, vond plaats op 10 juni 2025 in de Uruguayaanse hoofdstad.

## Wedstrijden
| №  | Plaats         | Datum             | Competitie              | Wedstrijd           | Uitslag |
| -- | -------------- | ----------------- | ----------------------- | ------------------- | ------- |
| 1  | Montevideo     | 23 mei 1965       | WK 1966 kwalificatie    | Uruguay – Venezuela | 5 – 0   |
| 2  | Caracas        | 30 mei 1965       | WK 1966 kwalificatie    | Venezuela – Uruguay | 1 – 3   |
| 3  | Montevideo     | 21 januari 1967   | Copa América 1967       | Uruguay – Venezuela | 4 – 0   |
| 4  | Caracas        | 9 februari 1977   | WK 1978 kwalificatie    | Venezuela – Uruguay | 1 – 1   |
| 5  | Montevideo     | 17 maart 1977     | WK 1978 kwalificatie    | Uruguay – Venezuela | 2 – 0   |
| 6  | Montevideo     | 4 september 1983  | Copa América 1983       | Uruguay – Venezuela | 3 – 0   |
| 7  | Caracas        | 18 september 1983 | Copa América 1983       | Venezuela – Uruguay | 1 – 2   |
| 8  | Ambato         | 19 juni 1993      | Copa América 1993       | Uruguay – Venezuela | 2 – 2   |
| 9  | San Cristóbal  | 25 juli 1993      | WK 1994 kwalificatie    | Venezuela – Uruguay | 0 – 1   |
| 10 | Montevideo     | 29 augustus 1993  | WK 1994 kwalificatie    | Uruguay – Venezuela | 4 – 0   |
| 11 | Montevideo     | 5 juli 1995       | Copa América 1995       | Uruguay – Venezuela | 4 – 1   |
| 12 | Caracas        | 24 april 1996     | WK 1998 kwalificatie    | Venezuela – Uruguay | 0 – 2   |
| 13 | Montevideo     | 2 april 1997      | WK 1998 kwalificatie    | Uruguay – Venezuela | 3 – 1   |
| 14 | Sucre          | 15 juni 1997      | Copa América 1997       | Uruguay – Venezuela | 2 – 0   |
| 15 | Montevideo     | 8 september 1999  | Vriendschappelijk       | Uruguay – Venezuela | 2 – 0   |
| 16 | Montevideo     | 18 juli 2000      | WK 2002 kwalificatie    | Uruguay – Venezuela | 3 – 1   |
| 17 | Maracaibo      | 14 augustus 2001  | WK 2002 kwalificatie    | Venezuela – Uruguay | 2 – 0   |
| 18 | Caracas        | 20 november 2002  | Vriendschappelijk       | Venezuela – Uruguay | 1 – 0   |
| 19 | Montevideo     | 31 maart 2004     | WK 2006 kwalificatie    | Uruguay – Venezuela | 0 – 3   |
| 20 | Maracaibo      | 4 juni 2005       | WK 2006 kwalificatie    | Venezuela – Uruguay | 1 – 1   |
| 21 | Maracaibo      | 27 september 2006 | Vriendschappelijk       | Venezuela – Uruguay | 1 – 0   |
| 22 | Montevideo     | 18 oktober 2006   | Vriendschappelijk       | Uruguay – Venezuela | 4 – 0   |
| 23 | Mérida         | 3 juli 2007       | Copa América 2007       | Venezuela – Uruguay | 0 – 0   |
| 24 | San Cristóbal  | 7 juli 2007       | Copa América 2007       | Venezuela – Uruguay | 1 – 4   |
| 25 | Montevideo     | 14 juni 2008      | WK 2010 kwalificatie    | Uruguay – Venezuela | 1 – 1   |
| 26 | Ciudad Guayana | 10 juni 2009      | WK 2010 kwalificatie    | Venezuela – Uruguay | 2 – 2   |
| 27 | Montevideo     | 2 juni 2012       | WK 2014 kwalificatie    | Uruguay – Venezuela | 1 – 1   |
| 28 | Ciudad Guayana | 11 juni 2013      | WK 2014 kwalificatie    | Venezuela − Uruguay | 0 − 1   |
| 29 | Philadelphia   | 9 juni 2016       | Copa América Centenario | Uruguay − Venezuela | 0 − 1   |
| 30 | Montevideo     | 6 oktober 2016    | WK 2018 kwalificatie    | Uruguay − Venezuela | 3 − 0   |
| 31 | San Cristóbal  | 5 oktober 2017    | WK 2018 kwalificatie    | Venezuela − Uruguay | 0 − 0   |
| 32 | Caracas        | 8 juni 2021       | WK 2022 kwalificatie    | Venezuela − Uruguay | 0 − 0   |
| 33 | Montevideo     | 1 februari 2022   | WK 2022 kwalificatie    | Uruguay – Venezuela | 4 – 1   |
| 34 | Maturín        | 10 september 2024 | WK 2026 kwalificatie    | Venezuela − Uruguay | 0 − 0   |
| 35 | Montevideo     | 10 juni 2025      | WK 2026 kwalificatie    | Uruguay − Venezuela | 2 – 0   |

## Samenvatting
| Competitie        | Totaal gespeeld | Winst Uruguay | Gelijk | Winst Venezuela | Doelsaldo Uruguay – Venezuela |
| ----------------- | --------------- | ------------- | ------ | --------------- | ----------------------------- |
| WK-kwalificatie   | 22              | 12            | 8      | 2               | 39 − 15                       |
| Copa América      | 9               | 6             | 2      | 1               | 21 − 6                        |
| Vriendschappelijk | 4               | 2             | 0      | 2               | 6 − 2                         |
| Totaal            | 35              | 20            | 10     | 5               | 66 − 23                       |

## Details

### Eerste ontmoeting
| WK 1966 kwalificatie (Montevideo, Uruguay, 23 mei 1965):                              |       |           |
| Uruguay                                                                               | 5 – 0 | Venezuela |
| Pedro Rocha 18' Héctor Silva 23' Héctor Silva 59' Danilo Meneses 61' Héctor Silva 62' | goals |           |

### Tweede ontmoeting
| WK 1966 kwalificatie (Caracas, Venezuela, 30 mei 1965): |       |                                                      |
| Venezuela                                               | 1 – 3 | Uruguay                                              |
| Argenis Tortolero 40'                                   | goals | 10' Pedro Rocha 47' Pedro Rocha 52' Néstor Gonçalves |

### Derde ontmoeting
| Copa América 1967 (Montevideo, Uruguay, 21 januari 1967):                    |       |           |
| Uruguay                                                                      | 4 – 0 | Venezuela |
| José Urruzmendi 5' José Urruzmendi 34' Jorge Oyarbide 62' Jorge Oyarbide 68' | goals |           |

### Vierde ontmoeting
| WK 1978 kwalificatie (Caracas, Venezuela, 9 februari 1977): |       |                       |
| Venezuela                                                   | 1 – 1 | Uruguay               |
| Vicente Flores 83'                                          | goals | 5' Washington Olivera |

### Vijfde ontmoeting
| WK 1978 kwalificatie (Montevideo, Uruguay, 17 maart 1977): |       |           |
| Uruguay                                                    | 2 – 0 | Venezuela |
| Nitder Pizzani 11' Nitder Pizzani 83'                      | goals |           |

### Zesde ontmoeting
| Copa América 1983 (Montevideo, Uruguay, 4 september 1983):        |              |                                      |
| Uruguay                                                           | 3 – 0        | Venezuela                            |
| Wilmar Cabrera 35' Fernando Morena 51' (pen.) Arsenio Luzardo 68' | goals        |                                      |
| Luis Alberto Acosta 70'                                           | rode kaarten | 70' René Torres 85' Nicola Simonelli |
| - Laatste interland van Fernando Morena (54ste) voor Uruguay.     |              |                                      |

### Zevende ontmoeting
| Copa América 1983 (Caracas, Venezuela, 18 september 1983): |       |                                          |
| Venezuela                                                  | 1 – 2 | Uruguay                                  |
| Pedro Febles 77'                                           | goals | 74' Alberto Santelli 87' Carlos Aguilera |

### Achtste ontmoeting
| Copa América 1993 (Ambato, Ecuador, 19 juni 1993): |       |                                    |
| Uruguay                                            | 2 – 2 | Venezuela                          |
| Marcelo Saralegui 23' Fernando Kanapkis 80'        | goals | 10' José Dolgetta 73' Stalin Rivas |

### Negende ontmoeting
| WK 1994 kwalificatie (San Cristóbal, Venezuela, 25 juli 1993): |              |                        |
| Venezuela                                                      | 0 – 1        | Uruguay                |
|                                                                | goals        | 59' José Oscar Herrera |
| Ratomir Dujković (bondscoach Venezuela) ??'                    | rode kaarten |                        |

### Tiende ontmoeting
| WK 1994 kwalificatie (Montevideo, Uruguay, 29 augustus 1993): |              |                       |
| Uruguay | 4 – 0        | Venezuela             |
| Fernando Kanapkis 7' Fernando Kanapkis 31' Gabriel Cedrés 41' Rubén Sosa 64'                                                                                            | goals        |                       |
| | rode kaarten | 28' Leonardo González |
| - Eerste interland van Uruguay onder leiding van bondscoach Ildo Maneiro. - Debuut van Carlos Soca (Argentinos Juniors) en Gustavo Méndez (Club Nacional) voor Uruguay. |              |                       |

### Elfde ontmoeting
| Copa América 1995 (Montevideo, Uruguay, 5 juli 1995): |              | |
| Uruguay | 4 – 1        | Venezuela |
| Daniel Fonseca 14' Marcelo Otero 25' Enzo Francescoli 76' (pen.) Gustavo Poyet 84' | goals        | 52' José Dolgetta |
| Héctor Núñez | bondscoach   | Rafael Santana |
| Fernando Alvez José Oscar Herrera Eber Moas Tabaré Silva Oscar Aguirregaray 71' Pablo Bengoechea 75' Álvaro Gutiérrez Gustavo Poyet Enzo Francescoli 84' Daniel Fonseca Marcelo Otero | opstellingen | Rafael Dudamel 77' Alexander Hezzel Edson Tortolero Carlos García 27' Elvis Martínez Gerson Díaz Sergio Hernández Jesús Valbuena 85' Gabriel Miranda Stalin Rivas José Dolgetta |
| Diego Luis López 71' Rubén Sosa 75' Diego Dorta 84' | wissels      | 27' Leonardo González 77' Héctor Rivas 85' Juan Enrique García |
| | rode kaarten | 56' Stalin Rivas |

### Twaalfde ontmoeting
| WK 1998 kwalificatie (Caracas, Venezuela, 24 april 1996): |              |                                     |
| Venezuela | 0 – 2        | Uruguay                             |
| | goals        | 54' Marcelo Otero 71' Gustavo Poyet |
| | rode kaarten | ??', 67' Daniel Fonseca             |
| - Debuut van Nelson Olveira (CA Peñarol) voor Uruguay. - Het openingsdoelpunt van Marcelo Otero is de duizendste uit de geschiedenis van de Uruguayaanse nationale ploeg. |              |                                     |

### Dertiende ontmoeting
| WK 1998 kwalificatie (Montevideo, Uruguay, 2 april 1997):     |              |                      |
| Uruguay                                                       | 3 – 1        | Venezuela            |
| Gonzalo de los Santos 29' Paolo Montero 46' Marcelo Otero 79' | goals        | 75' Rafael Castellín |
| Paolo Montero 76'                                             | rode kaarten |                      |

### Veertiende ontmoeting
| Copa América 1997 (Sucre, Bolivia, 15 juni 1997): |              |                      |
| Uruguay                                           | 2 – 0        | Venezuela            |
| Álvaro Recoba 20' Marcelo Saralegui 48'           | goals        |                      |
|                                                   | rode kaarten | 36' Robert Rodallega |

### Vijftiende ontmoeting
| Vriendschappelijk (Montevideo, Uruguay, 8 september 1999): |              | |
| Uruguay | 2 – 0        | Venezuela |
| Antonio Pacheco 25' Marcelo Zalayeta 89' | goals        | |
| Daniel Passarella | bondscoach   | José Omar Pastoriza |
| Fabián Carini Gustavo Méndez Diego López Paolo Montero Gianni Guigou Marcelo Romero Fabián Coelho 89' Fabián O'Neill Gustavo Poyet 46' Marcelo Otero 70' Antonio Pacheco | opstellingen | Rafael Dudamel Leopoldo Jiménez Rolando Álvarez Miguel Mea Vitali Jorge Alberto Rojas Jesús Vera 56' Gerson Chacón Héctor Bidoglio Gabriel Urdaneta 62' Juan Enrique García 77' Ruberth Morán |
| Nicolás Olivera 46' Marcelo Zalayeta 70' Horacio Peralta 89' | wissels      | 56' Juan Arango 62' Cristian Cásseres 77' Alexander Rondón |

### Zestiende ontmoeting
| WK 2002 kwalificatie (Montevideo, Uruguay, 18 juli 2000):                                                                     |              |                      |
| Uruguay | 3 – 1        | Venezuela            |
| Nicolás Olivera 30' Darío Rodríguez 53' Nicolás Olivera 90'                                                                   | goals        | 23' Daniel Noriega   |
| Darío Silva 59' | rode kaarten | 59' Leopoldo Jiménez |
| - Álvaro Recoba mist in de twaalfde minuut een strafschop voor Uruguay (redding van doelman Gilberto Angelucci van Venezuela. |              |                      |

### Zeventiende ontmoeting
| WK 2002 kwalificatie (Maracaibo, Venezuela, 14 augustus 2001): |              | |
| Venezuela | 2 – 0        | Uruguay |
| Ruberth Morán 52' Alexander Rondón 90' | goals        | |
| Richard Páez | bondscoach   | Víctor Púa |
| Rafael Dudamel Jorge Alberto Rojas José Vallenilla José Manuel Rey Wilfredo Alvarado Miguel Mea Vitali Daniel Noriega 65' Luis Vera Juan Arango Ricardo Páez 86' Ruberth Morán 76' | opstellingen | Fabián Carini Gustavo Méndez Gonzalo Sorondo Paolo Montero Gonzalo de los Santos Gianni Guigou 64' Marcelo Romero 53' Guillermo Giacomazzi 58' Darío Silva Nicolás Olivera Álvaro Recoba |
| Alexander Rondón 65' Leopoldo Jiménez 76' Giovanni Pérez 86' | wissels      | 53' Mario Regueiro 58' Marcelo Zalayeta 64' Carlos María Morales |
| José Manuel Rey 1' Miguel Mea Vitali 22' Rafael Dudamel 29' | gele kaarten | 6' Paolo Montero 7' Guillermo Giacomazzi 82' Steven Reid |
| | rode kaarten | 19', 69' Gustavo Méndez |
| - Eerste overwinning ooit van Venezuela op Uruguay. |              | |

### Achttiende ontmoeting
| Vriendschappelijk (Caracas, Venezuela, 20 november 2002): |              |                   |
| Venezuela | 1 – 0        | Uruguay           |
| Ricardo Páez 48' | goals        |                   |
| | rode kaarten | 90' Rubén Olivera |
| - Uruguay onder leiding van interim-bondscoach Jorge da Silva. - Debuut van Ronald Ramírez (Montevideo Wanderers), Cristian González, Gonzalo Vargas (beiden Defensor Sporting Club), Óscar Javier Morales (Club Nacional de Football), Marcelo Broli, Martín Ligüera en Germán Hornos (allen CA Fénix) voor Uruguay. |              |                   |

### Negentiende ontmoeting
| WK 2006 kwalificatie (Montevideo, Uruguay, 31 maart 2004):                                                                             |              |                                                          |
| Uruguay | 0 – 3        | Venezuela                                                |
| | goals        | 18' Gabriel Urdaneta 63' Héctor González 77' Juan Arango |
| Luis Diego López 25', 75' | rode kaarten |                                                          |
| - Zwaarste thuisnederlaag ooit voor Uruguay die het ontslag inluidt van bondscoach Juan Ramón Carrasco. Hij vertrekt na dertien duels. |              |                                                          |

### Twintigste ontmoeting
| WK 2006 kwalificatie (Maracaibo, Venezuela, 4 juni 2005): |              |                  |
| Venezuela                                                 | 1 – 1        | Uruguay          |
| Giancarlo Maldonado 73'                                   | goals        | 2' Diego Forlán  |
|                                                           | rode kaarten | 28' Carlos Diogo |

### 21ste ontmoeting
| Vriendschappelijk (Maracaibo, Venezuela, 27 september 2006): |              | |
| Venezuela | 1 – 0        | Uruguay |
| Daniel Arismendi 81' | goals        | |
| Richard Páez | bondscoach   | Oscar Tabárez |
| Renny Vega Luis Vallenilla 54' Oswaldo Vizcarrondo 78' José Manuel Rey Jorge Alberto Rojas Miguel Mea Vitali Alain Girolletti 54' Alejandro Guerra 50' Ricardo Páez Alejandro Moreno 54' Giancarlo Maldonado                                                                | opstellingen | Fabián Carini Gonzalo Lemes Mauricio Victorino Ignacio Ithurralde Gastón Filgueira Maximiliano Pereira Walter Gargano 73' Ignacio González 63' Nicolás Vigneri Sebastián Abreu 82' Sergio Blanco |
| Edgar Pérez 50' 73' Héctor González 54' Daniel Arismendi 54' Leonel Vielma 54' Gregory Lanken 73' Andrés Rouga 78' | wissels      | 63' Mauro Vila 73' Egidio Arévalo 82' Diego Vera |
| - Debuut van Gonzalo Lemes (Central Español), Mauricio Victorino (CD Veracruz), Gastón Filgueira (Central Español), Egidio Arévalo (Peñarol), Mauro Vila (Defensor Sporting Club), Diego Vera (CA Bella Vista) en Ignacio Ithurralde (Defensor Sporting Club) voor Uruguay. |              | |

### 22ste ontmoeting
| Vriendschappelijk (Montevideo, Uruguay, 18 oktober 2006): |              | |
| Uruguay | 4 – 0        | Venezuela |
| Vicente Sánchez 12' Diego Godín 14' Sebastián Abreu 51' Sergio Blanco 88' | goals        | |
| Oscar Tabárez | bondscoach   | Richard Páez |
| Fabián Carini Gonzalo Lemes Mauricio Victorino Diego Godín Gastón Filgueira 73' Maximiliano Pereira 78' Walter Gargano Ignacio González 78' Vicente Sánchez Sebastián Abreu 82' Mauro Vila 63' | opstellingen | Manuel Sanhouse 76' Luis Vallenilla 74' Grendy Perozo Oswaldo Vizcarrondo 67' Gregory Lanken Alejandro Guerra Miguel Mea Vitali 72' Alain Giroletti 46' Luis Manuel Seijas Giancarlo Maldonado 57' Daniel Arismendi |
| Sergio Blanco 63' Jorge Adrián García 73' Carlos Grossmüller 78' Alvaro González 78' Diego Vera 82'                                                                                            | wissels      | 46' Ruben Arocha 57' Jhon Ospina 72' Alejandro Moreno 67' Edder Pérez 76' Daniel Godoy 74' Gabriel Cichero |
| Diego Godín ??' | gele kaarten | ??' Alain Giroletti ??' Ruben Arocha |
| | rode kaarten | ??', 90' Miguel Mea Vitali |
| - Debuut van Jorge Adrián García (Danubio FC) voor Uruguay. - Debuut van Luis Manuel Seijas (CA Banfield) voor Venezuela.                                                                      |              | |

### 23ste ontmoeting
| Copa América 2007 (Mérida, Venezuela, 3 juli 2007): |              | |
| Venezuela | 0 – 0        | Uruguay |
| | goals        | |
| Richard Páez | bondscoach   | Oscar Tabárez |
| Renny Vega Héctor González José Manuel Rey Alejandro Cichero Edder Pérez Luis Vera Miguel Mea Vitali 76' César González Juan Arango Giancarlo Maldonado 57' Fernando De Ornelas 66' | opstellingen | Fabián Carini Diego Lugano Andrés Scotti Darío Rodríguez Pablo García Maximiliano Pereira Diego Pérez Cristian Rodríguez Jorge Fucile 79' Diego Forlán 67' Vicente Sánchez |
| José Torrealba 57' Alejandro Guerra 66' Pedro Fernández 76' | wissels      | 67' Álvaro Recoba 79' Sebastián Abreu |
| Héctor González 18' Miguel Mea Vitali 41' | gele kaarten | 55' Jorge Fucile 77' Maximiliano Pereira |

### 24ste ontmoeting
| Copa América 2007 (San Cristóbal, Venezuela, 7 juli 2007): |              | |
| Venezuela | 1 – 4        | Uruguay |
| Juan Arango 41' | goals        | 38' Diego Forlán 65' Pablo García 87' Cristian Rodríguez 90+1' Diego Forlán                                                                                              |
| Richard Páez | bondscoach   | Oscar Tabárez |
| Renny Vega Héctor González José Manuel Rey Alejandro Cichero Jorge Alberto Rojas Luis Vera Miguel Mea Vitali 76' Ricardo David Páez Juan Arango Giancarlo Maldonado 72' Fernando De Ornelas 46' | opstellingen | Fabián Carini Diego Lugano Andrés Scotti 90' Darío Rodríguez Pablo García Maximiliano Pereira Diego Pérez Cristian Rodríguez Jorge Fucile 79' Álvaro Recoba Diego Forlán |
| Daniel Arismendi 46' César González 72' Alejandro Guerra 76' | wissels      | 79' Ignacio González 90' Diego Godín |
| | gele kaarten | 50' Pablo García 67' Diego Forlán 84' Ignacio González |

### 25ste ontmoeting
| WK 2010 kwalificatie (Montevideo, Uruguay, 14 juni 2008): |       |                   |
| Uruguay                                                   | 1 – 1 | Venezuela         |
| Diego Lugano 12'                                          | goals | 55' Ronald Vargas |

### 26ste ontmoeting
| WK 2010 kwalificatie (Ciudad Guayana, Venezuela, 10 juni 2009): |       |                                  |
| Venezuela                                                       | 2 – 2 | Uruguay                          |
| Giancarlo Maldonado 9' José Manuel Rey 75'                      | goals | 60' Luis Suárez 72' Diego Forlán |

### 27ste ontmoeting
| WK 2014 kwalificatie (Montevideo, Uruguay, 2 juni 2012): |       |                        |
| Uruguay                                                  | 1 – 1 | Venezuela              |
| Diego Forlán 38'                                         | goals | 84' (e.d.) Diego Godín |

### 28ste ontmoeting
| WK 2014 kwalificatie (Ciudad Guayana, Venezuela, 11 juni 2013): |              | |
| Venezuela | 0 – 1        | Uruguay |
| | goals        | 28' Edinson Cavani |
| César Farías | bondscoach   | Oscar Tabárez |
| Dani Hernández Roberto Rosales Gabriel Cichero 58' Oswaldo Vizcarrondo Andrés Túñez Tomás Rincón Franklin Lucena César González 73' Frank Feltscher 56' Juan Arango José Salomón Rondón | opstellingen | Fernando Muslera Maximiliano Pereira Diego Lugano Diego Godín Martín Cáceres 76' Diego Pérez Walter Gargano 85' Cristian Rodríguez 60' Gastón Ramírez Diego Forlán Edinson Cavani |
| Fernando Aristeguieta 56' Luis Manuel Seijas 58' Richard Blanco 73' | wissels      | 60' Álvaro González 76' Sebastián Eguren 85' Cristian Rodríguez |
| Franklin Lucena 45' Fernando Aristeguieta 83' | gele kaarten | 62' Martín Cáceres 74' Diego Pérez 69' Diego Lugano 86' Sebastián Eguren |
| Tomás Rincón ??', 85' | rode kaarten | |

### 29ste ontmoeting
| Copa América Centenario (Philadelphia, Verenigde Staten, 9 juni 2016): |              | |
| Uruguay | 0 – 1        | Venezuela |
| | goals        | 37' José Salomón Rondón |
| Oscar Tabárez | bondscoach   | Rafael Dudamel |
| Fernando Muslera José María Giménez Diego Godín Maximiliano Pereira Gastón Silva Carlos Sánchez 78' Gastón Ramírez 73' Egidio Arévalo Álvaro González 80' Cristhian Stuani Edinson Cavani | opstellingen | Dani Hernández Wilker Ángel Oswaldo Vizcarrondo 8' Roberto Rosales Rolf Feltscher 79' Arquímedes Figuera Tomás Rincón Alejandro Guerra 78' José Salomón Rondón Josef Martínez Adalberto Peñaranda |
| Diego Rolán 73' Nicolás Lodeiro 78' Mathías Corujo 80' | wissels      | 8' Alexander González 78' Luis Manuel Seijas 79' Rómulo Otero |
| | gele kaarten | 16' Josef Martínez 42' Arquímedes Figuera 85' Luis Manuel Seijas |

AUF · A-internationals · Selecties · Bondscoaches · Uruguayaans vrouwenelftal · Olympisch elftal · Uruguay U21 · Uruguay U20 · Uruguay U19 · Uruguay U18 · Uruguay U17
1900 – 1909 ·
1910 – 1919 ·
1920 – 1929 ·
1930 – 1939 ·
1940 – 1949 ·
1950 – 1959 ·
1960 – 1969 ·
1970 – 1979 ·
1980 – 1989 ·
1990 – 1999 ·
2000 – 2009 ·
2010 – 2019 ·
2020 – 2029
WK 1930 · 
WK 1950 · 
WK 1954 · 
WK 1962 · 
WK 1966 · 
WK 1970 ·
WK 1974 · 
WK 1986 · 
WK 1990 · 
WK 2002 · 
WK 2010 · 
WK 2014 · 
WK 2018
OS 1924 · 
OS 1928 ·
OS 2012
1902 · 
1903 · 
1904 · 
1905 · 
1906 · 
1907 · 
1908 · 
1909 ·
1910 · 
1911 · 
1912 · 
1913 · 
1914 · 
1915 · 
1916 · 
1917 · 
1918 · 
1919 ·
1920 · 
1921 · 
1922 · 
1923 · 
1924 · 
1925 · 
1926 · 
1927 · 
1928 · 
1929 ·
1930 · 
1931 · 
1932 · 
1933 · 
1934 · 
1935 · 
1936 · 
1937 · 
1938 · 
1939 ·
1940 · 
1941 · 
1942 · 
1943 · 
1944 · 
1945 · 
1946 · 
1947 · 
1948 · 
1949 ·
1950 · 
1951 · 
1952 · 
1953 · 
1954 · 
1955 · 
1956 · 
1957 · 
1958 · 
1959 ·
1960 · 
1961 · 
1962 · 
1963 · 
1964 · 
1965 · 
1966 · 
1967 · 
1968 · 
1969 ·
1970 · 
1971 · 
1972 · 
1973 · 
1974 · 
1975 · 
1976 · 
1977 · 
1978 · 
1979 ·
1980 · 
1981 · 
1982 · 
1983 · 
1984 · 
1985 · 
1986 · 
1987 · 
1988 · 
1989 ·
1990 ·
1991 · 
1992 · 
1993 · 
1994 · 
1995 · 
1996 · 
1997 · 
1998 · 
1999 · 
2000 · 
2001 · 
2002 · 
2003 · 
2004 · 
2005 · 
2006 · 
2007 · 
2008 · 
2009 · 
2010 · 
2011 · 
2012 · 
2013 · 
2014 · 
2015 · 
2016 ·
2017 ·
2018 ·
2019 ·
2020 ·
2021 ·
2022 ·
2023 ·
2024
Algerije ·
Angola ·
Argentinië ·
Australië ·
België ·
Bolivia ·
Brazilië ·
Bulgarije ·
Canada ·
Chili ·
China ·
Colombia ·
Costa Rica ·
Cuba ·
DDR ·
Denemarken ·
Duitsland ·
Ecuador ·
Egypte ·
Engeland ·
Estland ·
 Finland ·
Frankrijk ·
Georgië ·
Ghana ·
Guatemala ·
Haïti ·
Honduras ·
Hongarije ·
Ierland ·
India ·
Indonesië ·
Irak ·
Iran ·
Israël ·
Italië ·
Ivoorkust ·
Jamaica ·
Japan ·
Joegoslavië ·
Jordanië ·
Libië ·
Luxemburg ·
Maleisië ·
Mexico ·
Marokko ·
Nederland ·
Nicaragua ·
Nieuw-Zeeland ·
Nigeria ·
Noord-Ierland ·
Noorwegen ·
Oekraïne ·
Oezbekistan ·
Oman ·
Oostenrijk ·
Panama ·
Paraguay ·
Peru ·
Polen ·
Portugal ·
Roemenië ·
Rusland ·
Saarland ·
Saoedi-Arabië ·
Schotland ·
Senegal ·
Servië & Montenegro ·
Singapore ·
Slovenië ·
Sovjet-Unie ·
Spanje ·
Tahiti ·
Thailand ·
Trinidad en Tobago · 
Tsjechië ·
Tsjecho-Slowakije ·
Tunesië · 
Turkije ·
Venezuela ·
Verenigde Arabische Emiraten ·
Verenigde Staten ·
Wales ·
Zuid-Afrika ·
Zuid-Korea ·
Zweden ·
Zwitserland
Argentinië (1986) ·
België (1990) ·
Brazilië (1950) · 
Colombia (2014) ·
Costa Rica (2014) ·
Denemarken (1986) ·
Denemarken (2002) ·
Duitsland (2010) ·
Egypte (2018) ·
Engeland (2014) ·
Frankrijk (2002) ·
Frankrijk (2010) ·
Frankrijk (2018) ·
Ghana (2010) ·
Italië (1990) ·
Italië (2014) ·
Mexico (2010) ·
Nederland (1974) ·
Nederland (2010) ·
Portugal (2018) ·
Rusland (2018) ·
Saoedi-Arabië (2018) ·
Schotland (1986) ·
Senegal (2002) ·
Spanje (1990) ·
West-Duitsland (1986) ·
Zuid-Afrika (2010) ·
Zuid-Korea (1990) ·
Zuid-Korea (2010)
FVF · A-internationals · Selecties · Bondscoaches · Statistieken · Venezolaans vrouwenelftal · Olympisch elftal · Venezuela U21 · Venezuela U20 · Venezuela U19 · Venezuela U18 · Venezuela U17
1938 – 1949 ·
1950 – 1959 ·
1960 – 1969 ·
1970 – 1979 ·
1980 – 1989 ·
1990 – 1999 ·
2000 – 2009 ·
2010 – 2019 ·
2020 – 2029
1938 · 
1939–1945 · 
1946 · 
1947 · 
1948 · 
1949 · 1950 · 
1951 · 
1952 · 1953 · 1954 · 
1955 · 
1956 · 
1957–1964 · 
1965 · 
1966 · 
1967 · 
1968 · 
1969 · 
1970 · 
1971 · 
1972 · 
1973 · 
1974 · 
1975 · 
1976 · 
1977 · 
1978 · 
1979 · 
1980 · 
1981 · 
1982 · 
1983 · 
1984 · 
1985 · 
1986 · 
1987 · 
1988 · 
1989 · 
1990 · 
1991 · 
1992 · 
1993 · 
1994 · 
1995 · 
1996 · 
1997 · 
1998 · 
1999 · 
2000 · 
2001 · 
2002 · 
2003 · 
2004 · 
2005 · 
2006 · 
2007 · 
2008 · 
2009 · 
2010 · 
2011 · 
2012 · 
2013 · 
2014 · 
2015 · 
2016 · 
2017 ·
2018 ·
2019 ·
2020 ·
2021 ·
2022 ·
2023 ·
2024
Angola ·
Argentinië ·
Aruba ·
Australië ·
Bahama's ·
Bermuda ·
Bolivia ·
Brazilië ·
Canada ·
Chili ·
China ·
Colombia ·
Costa Rica ·
Cuba ·
Dominicaanse Republiek ·
Ecuador ·
El Salvador ·
Estland ·
Guatemala ·
Guinee ·
Haïti ·
Honduras ·
IJsland ·
Iran ·
Italië ·
Jamaica ·
Japan ·
Joegoslavië ·
Malta ·
Mexico ·
Moldavië ·
Nederlandse Antillen ·
Nicaragua ·
Nieuw-Zeeland ·
Nigeria ·
Noord-Korea ·
Oezbekistan ·
Oostenrijk ·
Panama ·
Paraguay ·
Peru ·
Puerto Rico ·
Saoedi-Arabië · 
Spanje ·
Syrië ·
Trinidad en Tobago ·
Uruguay ·
Verenigde Arabische Emiraten ·
Verenigde Staten ·
Zuid-Korea ·
Zweden ·
Zwitserland